# Anton Sandberg Magnusson
Anton Sandberg Magnusson, född 27 augusti 1993, är en svensk före detta fotbollsspelare. Hans bror, Gustav Sandberg Magnusson, spelar för IF Brommapojkarna. Han är son till Berndt Magnusson, som har rekordet för spelade matcher i BP. Han är även barnbarn till Gösta "Knivsta" Sandberg.

## Karriär
Sandberg Magnussons moderklubb är IF Brommapojkarna. Han debuterade för seniorlaget i Superettan den 27 juni 2011 i en 1–3 bortavinst mot Ljungskile SK. I november 2013 fick Sandberg Magnusson lämna Brommapojkarna.
I januari 2014 skrev Sandberg Magnusson på ett tvåårskontrakt med Varbergs BoIS.
I februari 2016 värvades Sandberg Magnusson av division 3-klubben FC Stockholm.